# São Dinis (Vila Real)
A Freguesia de São Dinis (oficialmente, Vila Real (São Dinis)) foi uma freguesia portuguesa do Município de Vila Real. Tinha 1,48 km² de área e 3 937 habitantes (2011). Foi extinta (agregada) pela reorganização administrativa de 2012/2013, sendo o seu território integrado na então criada União das Freguesias de Vila Real (Nossa Senhora da Conceição, São Pedro e São Dinis).
Era, antes da reorganização administrativa de 2012/2013, uma das três freguesias oficialmente urbanas, ocupando a zona sudoeste da cidade, na confluência dos rios Corgo (margem direita) e Cabril (margem esquerda).
Os limites desta antiga freguesia sofreram profundas alterações ao longo dos séculos (a última das quais — sem contar a sua ulterior extinção — aquando da criação da freguesia de Nossa Senhora da Conceição), mas incluíam sempre o que resta do povoamento original ("Vila Velha", na sua maioria ocupada pelo Cemitério de São Dinis, construído entre 1841 e 1846). A esta antiga freguesia pertenciam ainda alguns dos bairros típicos da cidade (Fonte Nova, Almodena).
| População da freguesia de São Dinis (1801–2011)                                                                | População da freguesia de São Dinis (1801–2011) | População da freguesia de São Dinis (1801–2011) | População da freguesia de São Dinis (1801–2011) | População da freguesia de São Dinis (1801–2011) | População da freguesia de São Dinis (1801–2011) | População da freguesia de São Dinis (1801–2011) | População da freguesia de São Dinis (1801–2011) | População da freguesia de São Dinis (1801–2011) | População da freguesia de São Dinis (1801–2011) | População da freguesia de São Dinis (1801–2011) | População da freguesia de São Dinis (1801–2011) | População da freguesia de São Dinis (1801–2011) | População da freguesia de São Dinis (1801–2011) | População da freguesia de São Dinis (1801–2011) | População da freguesia de São Dinis (1801–2011) | População da freguesia de São Dinis (1801–2011) |
| 1801 | 1849                                            | 1864                                            | 1878                                            | 1890                                            | 1900                                            | 1911                                            | 1920                                            | 1930                                            | 1940                                            | 1950                                            | 1960                                            | 1970                                            | 1981                                            | 1991                                            | 2001                                            | 2011                                            |
| --- | ----------------------------------------------- | ----------------------------------------------- | ----------------------------------------------- | ----------------------------------------------- | ----------------------------------------------- | ----------------------------------------------- | ----------------------------------------------- | ----------------------------------------------- | ----------------------------------------------- | ----------------------------------------------- | ----------------------------------------------- | ----------------------------------------------- | ----------------------------------------------- | ----------------------------------------------- | ----------------------------------------------- | ----------------------------------------------- |
| 1 039 | 1 102                                           | 1 408                                           | 1 638                                           | 1 689                                           | 2 039                                           | 2 005                                           | 2 033                                           | 2 142                                           | 2 568                                           | 2 766                                           | 3 665                                           | 3 317                                           | 3 363                                           | 3 058                                           | 3 870                                           | 3 937                                           |
| Nota: a freguesia de São Dinis sofreu alterações territoriais (perdas e ganhos) ao longo dos séculos XIX e XX. |                                                 |                                                 |                                                 |                                                 |                                                 |                                                 |                                                 |                                                 |                                                 |                                                 |                                                 |                                                 |                                                 |                                                 |                                                 |                                                 |

| Distribuição da População por Grupos Etários em 2001 e 2011 | Distribuição da População por Grupos Etários em 2001 e 2011 | Distribuição da População por Grupos Etários em 2001 e 2011 | Distribuição da População por Grupos Etários em 2001 e 2011 | Distribuição da População por Grupos Etários em 2001 e 2011 | Distribuição da População por Grupos Etários em 2001 e 2011 | Distribuição da População por Grupos Etários em 2001 e 2011 | Distribuição da População por Grupos Etários em 2001 e 2011 | Distribuição da População por Grupos Etários em 2001 e 2011 | Distribuição da População por Grupos Etários em 2001 e 2011 |
| ----------------------------------------------------------- | ----------------------------------------------------------- | ----------------------------------------------------------- | ----------------------------------------------------------- | ----------------------------------------------------------- | ----------------------------------------------------------- | ----------------------------------------------------------- | ----------------------------------------------------------- | ----------------------------------------------------------- | ----------------------------------------------------------- |
| Idade                                                       | 0-14                                                        | 15-24                                                       | 25-64                                                       | > 65                                                        |                                                             | 0-14                                                        | 15-24                                                       | 25-64                                                       | > 65                                                        |
| 2001                                                        | 618                                                         | 609                                                         | 2.112                                                       | 531                                                         |                                                             | 16,0%                                                       | 15,7%                                                       | 54,6%                                                       | 13,7%                                                       |
| 2011                                                        | 556                                                         | 452                                                         | 2.231                                                       | 698                                                         |                                                             | 14,1%                                                       | 11,5%                                                       | 56,7%                                                       | 17,7%                                                       |

## História
São Dinis foi a única paróquia da vila até 1528, data da criação da paróquia de São Pedro. Até ao início do século XIV, ainda estava eclesiasticamente dependente de Santa Marinha de Vila Marim, paróquia que pertencia ao termo de Vila Real.
A vila pertenceu à Coroa desde a sua fundação até ao tempo de D. Fernando, que concedeu o senhorio de Vila Real a D. Leonor de Teles (da família dos Meneses). Grande parte do atual município de Vila Real permaneceu na posse dos Meneses (Condes e depois Marqueses de Vila Real) até à execução do 3.º Marquês e do seu filho, em 29 de Agosto de 1641, sob acusação de conspirarem contra D. João IV. Os seus bens reverteram então para a Coroa e, a partir de 1654, passaram a pertencer à recém-criada Casa do Infantado.
Na sequência da reorganização administrativa ditada pela Lei n.º 22/2012, o seu território e o das outras duas freguesias urbanas da cidade de Vila Real foi agregado, passando o conjunto a designar-se oficialmente União das Freguesias de Vila Real (Nossa Senhora da Conceição, São Pedro e São Dinis). Assim, "São Dinis" foi de facto extinta enquanto designação oficial de freguesia.

## Património
- Igreja de São Domingos ou Sé de Vila Real (Monumento Nacional)
- Capela de São Brás e o túmulo de Teixeira de Macedo (Monumento Nacional)
- Capela do Espírito Santo ou Capela do Bom Jesus do Hospital
- Pelourinho de Vila Real
- Casa de Diogo Cão
- Cruzeiro da Rua da Fonte Nova
- Capela da Nossa Senhora da Almodena
- Fonte Nova na Rua da Fonte Nova
- Estátua de Carvalho Araújo
- Bairro de Almodena
- Museu da Vila Velha
- Paços do Concelho
- Edifício do antigo Governo Civil